# Demografia de l'ateisme
Les dades sobre la demografia de l'ateisme són difícils de quantificar. Si bé la definició d'ateu (sense déus) és precisa, el terme sol ser interpretat de forma diferent per diferents cultures i persones, de manera que es torna complicat establir els límits entre ateisme, creences no teistes i diverses creences tradicionals. D'altra banda, molts ateus oculten la seva condició, per evitar ser marginats, discriminats i fins i tot perseguits en certes comunitats amb creences religioses molt arrelades. També es dona la situació inversa en societats amb governs pro-ateisme, on els seguidors d'una religió solen amagar les seves creences per evitar la condemna social. Segons l'últim estudi internacional fet per Gallup en 57 països va llançar com a resultat que, de mitjana, el 13% de la població s'identifica com atea, mentre que el 23% es considera com no religiosa.

## Ateisme i ciència
La relació entre ciència i religió ha estat objecte de diversos estudis. Ja en 1914 James H. Leuba va dur a terme un estudi en el qual va obtenir que el 58% dels 1.000 científics triats a l'atzar als Estats Units no professaven creences religioses o tenien dubtes. El mateix autor va repetir l'estudi en 1933 obtenint que aquesta proporció havia augmentat al 67%. El 2007 i 2009, la xifra de científics sense afiliació religiosa als Estats Units es va estimar en el 62,2% i 48%, amb un 31,2% i un 17%, respectivament declarant ateus (com a comparació, només el 17% de la població nord-americana no té afiliació religiosa).
Així mateix, el grau d'educació influeix de forma considerable en les creences religioses. Segons l'Eurobaròmetre especial 225 de 2005, en el conjunt de la Unió Europea, el 65% dels enquestats amb estudis fins als 15 anys o menys creien en un déu, enfront del 45% de creença entre la població que havia continuat els seus estudis fins als 20 anys o més.

## Distribució geogràfica

### Europa
D'acord amb l'enquesta eurobaròmetre realitzada per Eurostat el 2005, el 52% dels ciutadans de la Unió Europea van respondre que «creien en un déu», mentre que el 27% va respondre que «creia que hi ha alguna classe d'esperit o força vital» i el 18% que «no creia que hi hagués cap esperit, déu o força vital». Els resultats van mostrar una gran variació entre països. Així, el 95% dels maltesos consultats van respondre que creien en un déu i, en l'altre extrem, només el 16% dels estonians van afirmar aquesta creença.

Percentatge de la població a Europa que va contestar el 2005 que creia que existia algun déu.

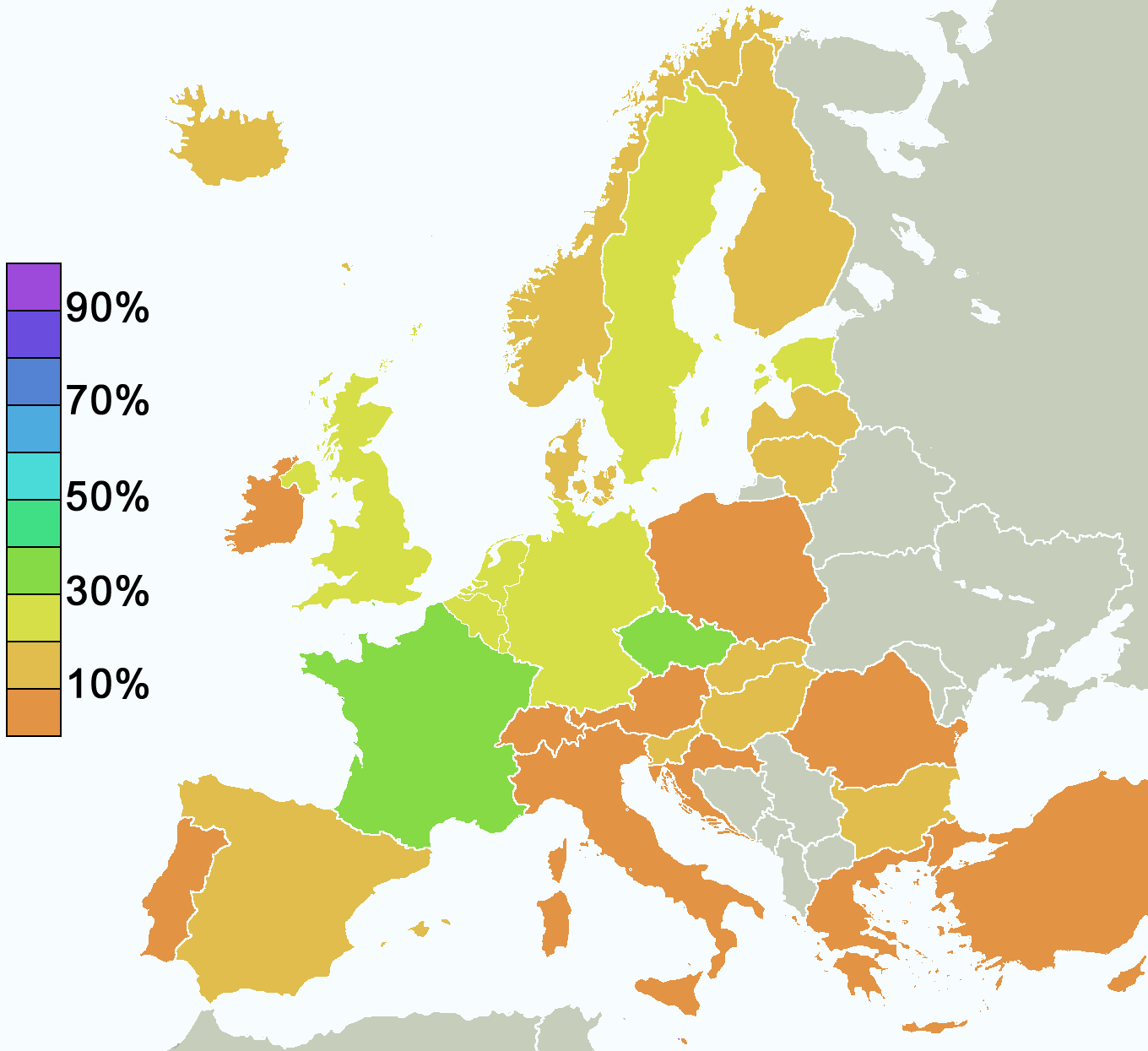
No creença en l'existència d'un esperit, un déu o força vital per país (Eurobaròmetre 2005).

| País            | Creença en un déu | Creença en un esperit o força vital | No creença en un espírit, Déu o força vital |
| --------------- | ----------------- | ----------------------------------- | ------------------------------------------- |
| Turquia         | 95%               | 2%                                  | 1%                                          |
| Malta           | 95%               | 3%                                  | 1%                                          |
| Xipre           | 90%               | 7%                                  | 2%                                          |
| Romania         | 90%               | 8%                                  | 1%                                          |
| Grècia          | 81%               | 16%                                 | 3%                                          |
| Portugal        | 81%               | 12%                                 | 6%                                          |
| Polònia         | 80%               | 15%                                 | 1%                                          |
| Itàlia          | 74%               | 16%                                 | 6%                                          |
| Irlanda         | 73%               | 22%                                 | 4%                                          |
| Croàcia         | 67%               | 25%                                 | 7%                                          |
| Eslovàquia      | 61%               | 26%                                 | 11%                                         |
| Espanya         | 59%               | 21%                                 | 18%                                         |
| Àustria         | 54%               | 34%                                 | 8%                                          |
| Lituània        | 49%               | 36%                                 | 12%                                         |
| Suïssa          | 48%               | 39%                                 | 9%                                          |
| Alemanya        | 47%               | 25%                                 | 25%                                         |
| Luxemburg       | 44%               | 28%                                 | 22%                                         |
| Hongria         | 44%               | 31%                                 | 19%                                         |
| Bèlgica         | 43%               | 29%                                 | 27%                                         |
| Finlàndia       | 41%               | 41%                                 | 16%                                         |
| Bulgària        | 40%               | 40%                                 | 13%                                         |
| Islàndia        | 38%               | 48%                                 | 11%                                         |
| Regne Unit      | 38%               | 40%                                 | 20%                                         |
| Letònia         | 37%               | 49%                                 | 10%                                         |
| Eslovènia       | 37%               | 46%                                 | 16%                                         |
| França          | 34%               | 27%                                 | 33%                                         |
| Països Baixos   | 34%               | 37%                                 | 27%                                         |
| Noruega         | 32%               | 47%                                 | 17%                                         |
| Dinamarca       | 31%               | 49%                                 | 19%                                         |
| Suècia          | 23%               | 53%                                 | 23%                                         |
| República Txeca | 19%               | 50%                                 | 30%                                         |
| Estònia         | 16%               | 54%                                 | 26%                                         |

Actualment un 22,5% dels ciutadans de Catalunya manifesten ser ateus. Aquestes dades provenen de l'Estudi d'Opinió del 2005 de l'Institut Català d'Estadística, on un 22,5% es van declarar com a no creients (ateus), un 16,5% com agnòstics i un 59% com a creients en alguna religió.